# 林屋亀次郎
林屋 亀次郎（はやしや かめじろう、1886年〈明治19年〉6月1日 - 1980年〈昭和55年〉5月4日）は、日本の実業家、政治家。参議院議員（3期）。

## 来歴・人物
現在の石川県金沢市出身。製茶業を営む父新兵衛の8男として生まれる。金沢商業学校卒業。
1930年（昭和5年）金沢市内に当時としては数少ない鉄筋コンクリートの商業ビルを建設、テナントとして三越金沢店を入居させる。1935年（昭和10年）三越との契約切れを待って同年9月に丸越百貨店を開業するが、1943年（昭和18年）12月21日に戦時統合により宮市大丸百貨店と合併し大和百貨店となり会長に就任。このとき社長に就任したのが後に第3回参議院議員通常選挙では現職閣僚ながら落選した際の相手候補となった井村徳二であった。
また、北陸鉄道設立時の初代社長や金沢商工会議所会頭、石川県商工会議所会頭、エフエム東京代表取締役会長も務めた。
1947年（昭和22年）、大和を辞して第1回参議院議員通常選挙にて民主党公認で石川県選挙区より出馬し、参議院議員に初当選。のちに国民民主党、自由党、自由民主党に参加。国民民主党が新政クラブと共に改進党を結成した時には、それに参加せず、自由党に移籍した。通算当選3回、落選2回。第4次吉田内閣の国務大臣として地元の石川県で内灘試射場の用地接収にあたった。この接収への反対運動が盛り上がったため1953年（昭和28年）4月24日の第3回参議院議員通常選挙では現職閣僚ながら落選したが、辞任はせず5月21日の内閣改造までの27日間引き続き閣僚にとどまった。
1957年（昭和32年）2月、社会福祉法人梅光会事業資金として10万円寄付により同年5月15日紺綬褒章受章（飾版）。
1962年（昭和37年）10月に石川県社会事業共同募金のため50万円寄付、同年11月に10万円寄付により1963年（昭和38年）4月24日及び6月29日紺綬褒章受章（飾版）、前者の寄付の功績顕著として木杯一組台付を賜った。
1964年（昭和39年）秋の叙勲で勲二等旭日重光章受章。
1965年（昭和40年）8月、石川県社会事業共同募金として100万円寄付により1966年（昭和41年）4月30日紺綬褒章受章（飾版）。
1972年（昭和47年）秋の叙勲で勲一等瑞宝章受章。
1973年（昭和48年）4月に委員長として学校法人松雲学園設立準備委員会を発足させ、1975年（昭和50年）11月16日には松雲学園（現学校法人北陸大学）理事長として北陸大学を開学させるなど晩年まで精力的に活動を続けた。
丸越や北陸鉄道など林屋が初代社長を勤めた企業の経営を名古屋鉄道が引継いだことから、同社の元社長・会長の土川元夫との関係も深い。土川が犬山市にある名鉄犬山ホテルの隣接地に織田有楽斎の作で国宝の茶室「如庵」の移設を完了させた際には、僅か20人ほどの出席者の一員として夫妻共々招かれて同席している。
兄にニッコーの創業者の一人である林屋次三郎（二男）、甥に日本古代中世史研究で著名な京都大学教授、京都国立博物館館長を務めた林屋辰三郎がいる。
1979年（昭和54年）11月28日紺綬褒章受章（飾版）。同年12月26日紺綬褒章受章（飾版）。
1980年（昭和55年）5月4日死去、93歳。死没日をもって正三位に叙され、銀杯一組を賜った。

## 選挙歴
| 当落                        | 選挙                    | 施行日        | 選挙区       | 政党       | 得票数  | 得票率 | 得票順位 /候補者数 | 比例区 | 比例順位 /候補者数 |
| --------------------------- | ----------------------- | ------------- | ------------ | ---------- | ------- | ------ | ------------------ | ------ | ------------------ |
| 当                          | 第1回参議院議員通常選挙 | 1947年4月20日 | 石川県地方区 | 民主党     | 115,048 | 40.7   | 1/4                | -      | -                  |
| 落                          | 第3回参議院議員通常選挙 | 1953年4月24日 | 石川県地方区 | 無所属     | 194,279 | 46.6   | 2/3                | -      | -                  |
| 当                          | 第4回参議院議員通常選挙 | 1956年7月8日  | 石川県地方区 | 自由民主党 | 268,824 | 68.5   | 1/3                | -      | -                  |
| 当                          | 第6回参議院議員通常選挙 | 1962年7月1日  | 石川県地方区 | 自由民主党 | 222,535 | 55.7   | 1/4                | -      | -                  |
| 落                          | 第8回参議院議員通常選挙 | 1968年7月7日  | 石川県地方区 | 自由民主党 | 167,460 | 32.2   | 2/4                | -      | -                  |
| 当選回数3回 （参議院議員3） |                         |               |              |            |         |        |                    |        |                    |